# Viper Ethics
Viper Ethics («Вероломная этика») — дебютный полноформатный студийный альбом финской постхардкор-группы Disco Ensemble, вышедший в сентябре 2003 года. Финский журнал Sue высоко оценил этот альбом.

## Список композиций
1. «Dynamite Days» — 3:54
2. «Zombies» — 3:02
3. «In Neon» — 2:40
4. «Videotapes» — 4:02
5. «Masquerade» — 3:33
6. «Mantra» — 3:58
7. «Secret Society» — 4:01
8. «Cynic» — 3:52
9. «Invisible Ink» — 3:39
10. «Skeleton Key» — 4:00
11. «Sink Your Teeth In» — 3:19

## Над альбомом работали
- Микко Хаккила — барабаны
- Миика Койвисто — вокал, клавишные
- Лассе Линдфорс — бас-гитара
- Юсси Яликовски — гитара